# Agonum parvum
Agonum parvum är en skalbaggsart som beskrevs av Thomas Casey. Agonum parvum ingår i släktet Agonum och familjen jordlöpare. Inga underarter finns listade i Catalogue of Life.